# Naeseongjeog-in boss
Naeseongjeog-in boss (내성적인 보스?, lett. "Capo introverso"; titolo internazionale Introverted Boss) è un drama coreano trasmesso su tvN dal 16 gennaio al 14 marzo 2017.

## Trama
Eun Hwan-ki è l'amministratore delegato di una società di pubbliche relazioni, ma è estremamente timido. A causa della sua personalità i suoi dipendenti non lo conoscono bene.
Chae Ro-woon inizia a lavorare in compagnia di Eun Hwan-ki. È molto energica e riceve riconoscimenti per il suo buon lavoro, tuttavia è interessata al CEO Eun Hwan-ki e ha intenzione di rivelare chi è veramente.